# ロビンソン・サパタ
ロビンソン・サパタ・モンターニョ（Róbinson Zapata Montaño 、1978年9月30日 - ）は、コロンビア・バジェ・デル・カウカ県フロリダ出身のプロサッカー選手。元コロンビア代表。インデペンディエンテ・サンタフェ所属。ポジションは、ゴールキーパー。

## 経歴

### クラブ
アメリカ・デ・カリでプロデビュー。その後はコロンビア国内やアルゼンチンのクラブでキャリアを積んだ。
2007年7月、ククタ・デポルティーボからFCステアウア・ブカレストに50万ユーロで移籍。加入から半年後にはリーグで最もその才能を評価された選手になった。2シーズン目にはミスの目立ったチプリアン・タタルシャヌからポジションを奪った。しかし2010–11シーズンからヴィクトル・ピツルカ監督が就任すると、構想から外れベンチ生活を余儀なくされた。その後、ピツルカからイリエ・ドゥミトレスクに監督が交代すると再びレギュラーに抜擢された。2010年12月、クラブとの契約を満了し退団。
2011年1月、ガラタサライと単年契約を結んだ。しかし13試合で無失点が僅か2回と凡庸なプレーに終始し、6月に契約を解除した。
ガラタサライ退団後はコロンビアに帰国しプレーを続けている。

### 代表歴
コパ・アメリカ2007のアメリカ合衆国戦に出場したが、累積警告のため86分に退場処分を受けた。

## タイトル

### クラブ
アメリカ・デ・カリ
- カテゴリア・プリメーラA (1): 2000

ククタ・デポルティーボ
- カテゴリア・プリメーラA (1): 2006

サンタフェ
- カテゴリア・プリメーラA (1): 2014
- コパ・スダメリカーナ (1): 2015
- スーペルリーガ・コロンビアーナ (1): 2015
- スルガ銀行チャンピオンシップ (1): 2016